# ناحية بني مسلم
ناحية بني مسلم وهي ناحية تابعة لقضاء الكفل، في محافظة بابل، العراق، تقع قرب نهر الفرات، وتشتهر في زراعة التين، الذي يعد من أفضل الأنواع في العراق، وهي مصدر رزق الكثير من سكان الناحية. وأصل تسمية المدينة يعود إلى مسلم بن قرواش، وهي مركز قبيلة بني مسلم في العراق.